# Asplenium rutshuruense
Asplenium rutshuruense là một loài dương xỉ trong họ Aspleniaceae. Loài này được Taton ex Pic.Serm. mô tả khoa học đầu tiên năm 1977.
Danh pháp khoa học của loài này chưa được làm sáng tỏ. 